# Катценбах (Німеччина)
Катценбах (нім. Katzenbach) — громада в Німеччині, розташована в землі Рейнланд-Пфальц. Входить до складу району Доннерсберг. Складова частина об'єднання громад Роккенгаузен.
Площа — 6,06 км2. Населення становить 495 ос. (станом на 31 грудня 2020).